# Ted Ranken
Ted Ranken (n. 18 mai 1875, Edinburgh, Regatul Unit al Marii Britanii și Irlandei – d. 27 aprilie 1950, Edinburgh, Scoția, Regatul Unit) a fost un trăgător de tir ce a reprezentat Regatul Unit al Marii Britanii și al Irlandei de Nord, medaliat olimpic. A participat la 2 ediții ale Jocurilor Olimpice (1908, 1924) în care a câștigat 3 medalii de argint.